# Берестовский, Борис Иванович
Борис Иванович Берестовский (1923—1999) — старший сержант Рабоче-крестьянской Красной Армии, участник Великой Отечественной войны, Герой Советского Союза (1944).

## Биография
Родился 21 января 1923 года в Сумах в семье служащего.
Получил неполное среднее образование, затем учился в Сумском машиностроительном техникуме, но из-за начала войны окончить его не успел.
В августе 1941 года был призван на службу в Рабоче-крестьянскую Красную Армию. С мая 1942 года — на фронтах Великой Отечественной войны. Участвовал в боях на Западном, Воронежском, 3-м Украинском фронтах, принимал участие в освобождении Болгарии. В боях четырежды был ранен. К ноябрю 1943 года гвардии старший сержант Борис Берестовский был радистом-пулемётчиком танка 332-го танкового батальона 52-й гвардейской танковой бригады 6-го гвардейского танкового корпуса 3-й гвардейской танковой армии 1-го Украинского фронта. Отличился во время освобождения Киева.
Экипаж танка Берестовского принимал участие в прорыве немецкой линии обороны к юго-востоку от посёлка Пуща-Водица и в марше по тылам противника с целью перерезать шоссе Киев-Житомир. В ночь с 5 на 6 ноября 1943 года, выполняя разведывательное задание, экипаж танка уничтожил 1 лёгкий танк, 2 штурмовых орудия и 1 противотанковое.
Указом Президиума Верховного Совета СССР «О присвоении звания Героя Советского Союза генералам, офицерскому, сержантскому и рядовому составу Красной Армии» от 10 января 1944 года за «образцовое выполнение боевых заданий командования на фронте борьбы с немецко-фашистскими захватчиками и проявленные при этом отвагу и геройство» был удостоен высокого звания Героя Советского Союза с вручением ордена Ленина и медали «Золотая Звезда» (№ 2115).
После окончания войны был демобилизован. В 1948 году он окончил Харьковский техникум промышленного транспорта, а в 1953 году — Харьковский автодорожный институт, после чего работал заместителем директора заочного машиностроительного техникума.
Проживал в Харькове, умер 28 августа 1999 года. Похоронен на харьковском кладбище № 2.

## Награды
- Был также награждён орденами Отечественной войны 1-й степени и Красной Звезды, а также рядом медалей.

## Память
В Сумах портрет Берестовского есть на местной аллее Славы, в честь него названа сумская городская школа № 12.